# Gens Apustia
La gens Apustia era una gens plebea romana presente durante la Repubblica.

## Itria nominausati dalla gens
I praenomina utilizzati dalla gens furono Lucius, Gaius e Publius, mentre l'unico cognomen usato fu Fullo

## Membri illustri della gens
- Gaio Apustio (Gaius Apustius): vissuto nel III secolo a.C., era il nonno del console del 226 a.C.;
- Lucio Apustio (Lucius Apustius): vissuto nel III secolo a.C., era il padre del console del 226 a.C.;
- Lucio Apustio Fullone (Lucius Apustius L. f. C. n. Fullo): vissuto nel III secolo a.C., fu console nel 226 a.C., durante le invasioni galliche;
- Lucio Apustio Fullone (Lucius Apustius L. f. L. n. Fullo): vissuto nel II secolo a.C., fu pretore nel 196 a.C.;
- Lucio Apustio (Lucius Apustius): vissuto nel II secolo a.C., fu il comandante delle truppe romane a Taranto nel 215 a.C.;
- Lucio Apustio (Lucius Apustius): vissuto nel II secolo a.C., fu ambasciatore del console Publio Sulpicio Galba in Macedonia durante la Prima guerra macedonica nel 200 a.C. e poi di Lucio Cornelio Scipione nel 190 a.C.;
- Publio Apustio (Publius Apustius): vissuto nel II secolo a.C., fu uno degli ambasciatori mandati al giovane Tolomeo VIII nel 161 a.C..